# Pelican (Trinité-et-Tobago)
 (août 2025).
Si vous disposez d'ouvrages ou d'articles de référence ou si vous connaissez des sites web de qualité traitant du thème abordé ici, merci de compléter l'article en donnant les références utiles à sa vérifiabilité et en les liant à la section « Notes et références ».
Pour les articles homonymes, voir Pelican Island et Pelican.
Pelican (en anglais Pelican Island) est une île dépendante de Trinité-et-Tobago. 

## Description

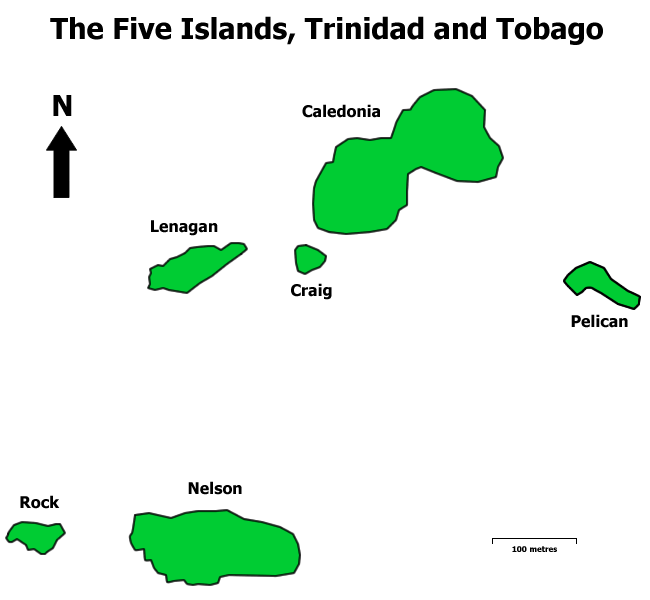
Situation de Pelican et des « Cinq Îles ».

C'est l'une des Five Islands (« Cinq Îles »), un groupe de six petites îles situées à l'ouest de Port-d'Espagne, dans le golfe de Paria. Elle est située à environ 200 mètres au sud-est de l'île Caledonia.